# Helen Parkhurst
Pour les articles homonymes, voir Parkhurst.
Helen Parkhurst (née le 3 janvier 1887 à Durand, Wisconsin, morte le 1er juin 1973 à New Milford, Connecticut) est une pédagogue américaine, à l'origine d'une méthode de travail individualisé connue sous le nom de plan Dalton, et fondatrice de la Dalton School de New York.

## Biographie

### Formation
Parkhurst est diplômée de The River Falls Normal School du Wisconsin State College (1907), puis de l'université Columbia. Elle poursuit ses études dans des universités de Rome et de Munich avec Maria Montessori. Elle décroche ensuite une maîtrise en éducation à Yale (1943) et devient la première boursières en éducation de Yale.
Influencée par les écrits de John Dewey, elle visite les premières écoles nouvelles d'Europe, en particulier l'école de Bedales et enseigne dans l'école de Maria Montessori.

### Le plan Dalton et la Dalton School
De retour aux États-Unis, elle prend la responsabilité d'une école à classe unique à Dalton, dans le Massachusetts. Enseignant à 40 enfants d'âge différent, elle élabore une méthode de pédagogie différenciée, individualisant le travail des élèves par l'utilisation de plans de travail.
En 1916, elle conçoit le plan Dalton (Laboratory Plan) et expérimente cette méthode dans l'établissement d'enseignement supérieur de Dalton. Des contrats individuels sont passés entre chaque élève et leurs professeurs. Il n'y a pas de test ni d'examen et peu de discipline externe. Les élèves fournissent des rapports aux professeurs sur leurs progrès.

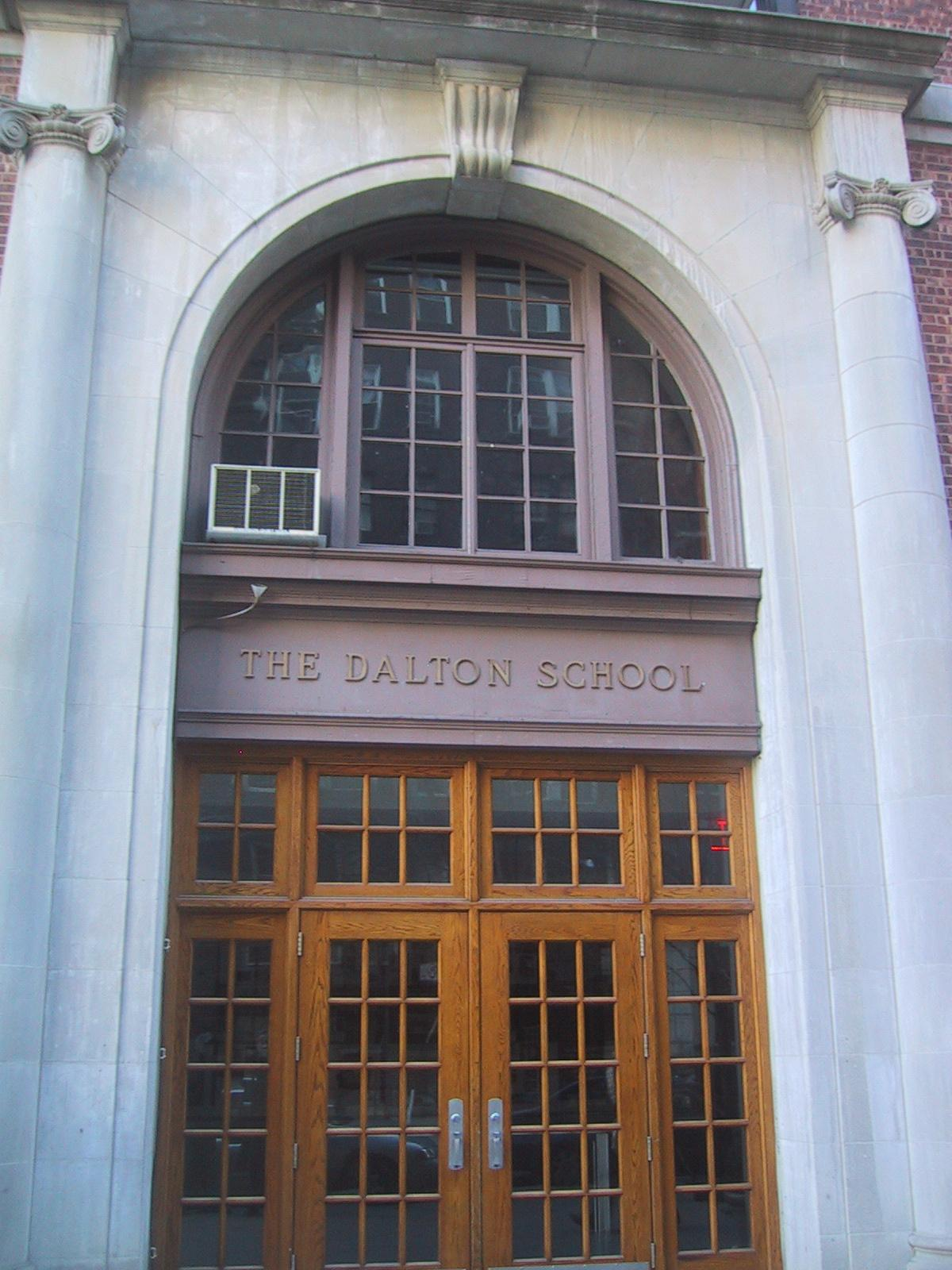
Dalton School

En 1919, cette école expérimentale est déplacée à New-York, conservant toutefois le nom de Dalton School sous lequel elle est toujours connue aujourd'hui. En 2001, l’association Dalton International est fondée.
En 1947 Helen Parkhurst commence à produire des émissions de radio et elle est primée pour son rendez-vous hebdomadaire sur ABC à New York City The Child’s World Les enfants y discutent de leurs problèmes. Ces chroniques sont rassemblées dans Exploring the child's world, publié en 1951.

## Publication
- (en-US) Helen Parkhurst, Education On The Dalton Plan, E. P. Dutton amp Company, 1922, 278 p. (lire en ligne)

- (en-US) Helen Parkhurst (préf. Aldous Huxley), Exploring the child's world, New York, Appleton-Century-Crofts, 1951, 290 p. (OCLC 500655, lire en ligne)